# ولفگانگ فاریان
ولفگانگ فاریان (به آلمانی: Wolfgang Fahrian)؛ زادهٔ ۳۱ مهٔ ۱۹۴۱ – ۱۳ آوریل ۲۰۲۲) بازیکن فوتبال و دروازه‌بان اهل آلمان بود که از سال ۱۹۶۲ میلادی عضو تیم ملی فوتبال آلمان بوده است. وی در ۱۰ بازی ملی حضور داشته است و آخرین بازی ملی خود را در سال ۱۹۶۴ میلادی انجام داد. ولفگانگ فاریان در بازی‌های ملی‌اش گلی به ثمر نرساند.